# SV Axams
Der SV Axams ist ein österreichischer Fußballverein aus der Gemeinde Axams im Bezirk Innsbruck-Land in Tirol und wurde 1951 gegründet. Die Axamer gründeten eine Spielgemeinschaft mit dem SV Götzens, die in der Regionalliga West spielte und bis 2011 bestand. 2019 gingen die Mittelgebirgler eine Spielgemeinschaft mit dem FC Grinzens ein. Die Kampfmannschaft spielt seit der Saison 2019/20 in der siebenklassigen Gebietsliga West.

## Geschichte

### Anfänge
Der SV Axams wurde 1951 im Gasthof „Lärchenhof“ mit dem Vereinsfarben Blau-Gelb von Josef Fagschlunger, Walter Töpfer, Erich Eibl, Hugo Happ und Alois Sarg gegründet. Der Wirt und Bürgermeister Hans Sarg kümmerte sich um einen entsprechenden Sportplatz. Bei der Einweihung des Platzes fand ein Blitzturnier mit Axams SV Kematen, FC Veldidena Innsbruck und 1. FC Garmisch-Partenkirchen. 1971 gelang erstmals der Aufstieg in die Tiroler Landesliga, nach dem raschen Abstieg in die Gebietsliga gelang 1978 dauerhaft die Rückkehr in die Landesliga und wurde dort 1978 und 1981 bis 1984 Meister. Durch eine Reform waren die Axamer für die Tiroler Liga spielberechtigt. Hier konnten die Axamer jeweils 1986 und 1988 den Tiroler Meister stellen, die folgende Teilnahme an der drittklassigen Regionalliga West erwies sich jedoch als zu schwer. Stieg der Klub beim ersten Mal sofort wieder ab, konnte er beim zweiten Versuch allerdings zumindest zwei Mal den Klassenerhalt schaffen. In der Saison 1999/2000 feierten die Mittelgebirgler den Tiroler Meistertitel und verzichteten auf den Aufstieg in die Regionalliga, da der Verein andere Überlegungen hatte.

### Ruifach-Stadion (2002)
Neuen Aufschwung erlebte der SV Axams nach der Eröffnung des 1.000 Zuschauer fassenden Ruifach-Stadions im Jahr 2002, ein Jahr später stand der erneute Gewinn der Tiroler Liga und damit die Rückkehr in die Regionalliga West.

### Spielgemeinschaft Axams/Götzens (2003–2011)

Logo der SPG Axams/Götzens

Um dieses Mal längerfristig auch dort Erfolg zu haben, wurde ab der Saison 2003/04 eine Kooperation mit dem tieferklassigen SV Götzens aus dem Nachbarort gestartet und die Spielgemeinschaft SPG Axams/Götzens gegründet. Im ersten Jahr der Spielgemeinschaft platzierten sich die Mittelgebirgler im Mittelfeld. In diese Zeit fielen unter anderem auch der dreimalige Gewinn des Tiroler Fußballpokals (2004, 2005 und 2006), der davor bereits 1992 und 2001 zweimal gewonnen werden konnte. In den Jahren 1984 und 1998 war der Vereins bereits zweimal im Finale gestanden, konnte dieses jedoch nicht gewinnen.
In den Spielzeiten 2007/08 und 2008/09 gelang ihnen jeweils mit Tabellenplatz acht der größte Erfolg. Im ÖFB-Cup 2007/08, der aufgrund der Heim-EM 2008 nur als Amateurcup ausgetragen worden war, hatte es Axams bis ins Achtelfinale geschafft und war dort gegen die WSG Swarovski Wattens ausgeschieden. In der Saison 2009/10 mussten sie den Abstieg in die Landesliga Tirol hinnehmen. 2011 wurde die Spielgemeinschaft, die sich in der Tiroler Liga befand, wieder beendet.

### Konkurs (2011)
Nach der Auflösung der Spielgemeinschaft schlitterten die Axamer in finanzielle und strukturelle Probleme, sodass der Verein auch sportlich betroffen war. Am 23. Dezember 2011 wurde ein Konkursverfahren gegen den SV Axams eröffnet, nachdem der Verein rund 91.000 Euro an Schulden angehäuft hatte. In der Saison 2011/12 trat der Verein nach der Winterpause nicht mehr an; sportlich war man mit einem Punkt und einem Torverhältnis von 7:180 auch in der Herbstsaison nicht mehr konkurrenzfähig. Am 23. Dezember 2011 wurde ein Konkursverfahren gegen den SV Axams eröffnet, nachdem der Verein rund 91.000 Euro an Schulden angehäuft hatte. Mit der Unterstützung der Gemeinde konnte eine Vereinsauflösung vermieden werden und der Verein war mit dem 12. Juli 2012 wieder schuldenfrei. In der Saison 2012/13 startete der Verein in der Landesliga West und belegte den zwölften Tabellenplatz. 2019 stieg der Verein von der Landesliga West in die Gebietsliga West ab und versuchte neue Wege zu gehen.

### Spielgemeinschaft SPG Axams/Grinzens (ab 2019)
Nach dem Abstieg in die siebentklassige Gebietsliga West am Ende der Spielzeit 2018/19 ging der Verein eine neuerliche Spielgemeinschaft – diesmal mit dem FC Grinzens – ein und tritt seitdem als SPG Axams/Grinzens in besagter Liga in Erscheinung (Stand: Saison 2024/25).
Als Trainer fungiert seit der Winterpause 2023/24 der einstige serbische Profispieler Miroslav Rikanović, der seit 2015 in Tirol lebt.

## Titel und Erfolge
- 11× Drittligateilnahme (Regionalliga West): 1986/87, 1988/89 bis 1990/91, 2003/04 bis 2009/10
- 4× Meister der Tiroler Liga: 1986, 1988, 2000, 2003
- Tiroler Hallenmeister: 2002
- Union-Bundessieger Fußball

- 1 × Achtelfinale im Österreichischen Fußballpokal: 2007/08
- 5 × Tiroler Landescupsieger: 1992, 2001; mit Götzens: 2004, 2005, 2006
- 2 × Finalist vom Tiroler Fußballcups: 1984, 1998

## Weblink
- Webauftritt des SV Axams auf fussballoesterreich.at